# Alan Kim
Alan Sun Kim (nascido em 23 de abril de 2012) é um ator infantil americano, amplamente conhecido por seu papel aclamado pela crítica no filme dramático Minari (2020), pelo qual foi indicado ao Prêmio BAFTA de Melhor Ator Coadjuvante.

## Juventude
Kim nasceu em Chicago mas mudou-se com os pais para Irvine, Califórnia. Ele falava coreano como primeira língua e é faixa preta de primeiro grau em taekwondo.

## Carreira de ator
Aos 7 anos, Kim foi escalado como David Yi no filme Minari de 2020, pelo qual ganhou o Critics' Choice Movie Awards de 2021 de Melhor Jovem Intérprete e foi indicado ao Prêmio BAFTA de Melhor Ator Coadjuvante, tornando-se um dos indicados mais jovens da categoria. Antes de Minari, a única "atuação" que ele fez foi em um anúncio da Pottery Barn Kids.
Em janeiro de 2021, foi anunciado que Kim estrelaria Latchkey Kids ao lado de Elsie Fisher. E em março de 2021, foi anunciado que Kim estrelaria a segunda temporada de Awkwafina Is Nora from Queens como a versão jovem de Wally, o pai do personagem-título Awkwafina.
Em janeiro de 2022, Kim foi escalado para o filme IF escrito e dirigido por John Krasinski.

## Filmography
| Ano  | Título                        | Personagem  | Notas                               |
| ---- | ----------------------------- | ----------- | ----------------------------------- |
| 2020 | Minari                        | David       |                                     |
| 2021 | Awkwafina Is Nora from Queens | Jovem Wally | Episódio: "Tales from the Blackout" |
| 2022 | Little America                | Luke Song   | Episódio: "Mr. Song"                |
| 2023 | Theater Camp                  | Alan Park   |                                     |
| 2023 | PAW Patrol: The Mighty Movie  | Nano        |                                     |
| 2024 | IF                            |             | Pós-produção                        |
| ASA  | Latchkey Kids                 | Shae        | Em desenvolvimento                  |

## Prêmios e indicações
| Ano  | Associações                                          | Categoria                                                  | Nomeações | Resultado |
| ---- | ---------------------------------------------------- | ---------------------------------------------------------- | --------- | --------- |
| 2020 | Prêmio Washington D.C. Area Film Critics Association | Melhor Desempenho Juvenil                                  | Minari    | Venceu    |
| 2020 | Seattle Film Critics Society                         | Melhor Desempenho Juvenil                                  | Minari    | Venceu    |
| 2020 | Austin Film Critics Association                      | Prêmio Artista Revelação                                   | Minari    | Indicado  |
| 2021 | Critics' Choice Movie Award                          | Melhor Jovem Intérprete                                    | Minari    | Venceu    |
| 2021 | Screen Actors Guild Award                            | Melhor Desempenho de um Elenco em um Filme (compartilhado) | Minari    | Indicados |
| 2021 | British Academy Film Award                           | Melhor Ator Coadjuvante                                    | Minari    | Indicado  |